# Zephlebia spectabilis
Zephlebia spectabilis är en dagsländeart som beskrevs av Towns 1983. Zephlebia spectabilis ingår i släktet Zephlebia och familjen starrdagsländor. Inga underarter finns listade i Catalogue of Life.